# هي الرجل (فلم)
هي الرجل (بالإنجليزية: She's the Man)، هو فيلم رومنسي كوميدي أمريكي أنتج سنة 2006، ومخرجه هو أندي فيكمان، مقتبس من رواية الليلة الثانية عشرة أو كما تشاء لشكسبير. من بطولة أماندا بينز وتشانينج تيتوم وديفيد كروس وفيني جونز وروبرت هوفمان.

## القصة
قصة الفيلم تدور حول الفتاة المراهقة فيولا التي تتقمص شخصية أخيها في الثانوية لتصبح شابا، وذلك من أجل أن تسنح لها الفرصة للعب ضمن صفوف فريق كرة القدم المدرسي للذكور.

## روابط خارجية
- مقالات تستعمل روابط فنية بلا صلة مع ويكي بيانات